# Евангелическая лютеранская церковь Иордании и Святой земли
Евангелическая лютеранская церковь Иордании и Святой земли (англ. Evangelical Lutheran Church in Jordan & the Holy Land) — лютеранская община Иордании. Насчитывает 3 тыс. верующих (5 конгрегаций), возглавляется епископом. Лютеранские церкви Иордании и Святой земли расположены в городах Иерусалим, Рамалла, Бейт-Джала, Вифлием, Амман и Бейт-Сахур.

## История
Евангелическая лютеранская церковь Иордании берет своё начало от немецкой лютеранской миссии в Палестине, появившейся в 1841 году. Тогда община ещё никак не противопоставляла себя другим христианам. Однако в 1836 году произошло размежевание с англиканами, а в 1947 году — с реформатами. До 1947 года иорданских лютеран возглавлял пробст, назначаемый ЕКД. В 1959 году община была признана королём Иордании (западный берег реки Иордан в то время находился под юрисдикцией Иордании). В 1979 году церковь возглавил местный араб Дауд Хадад, который стал первым арабским лютеранским епископом на Ближнем Востоке. С 2005 года церковь добавила в своё название "и святой земли".